# 1696 en littérature
| Années de la littérature : 1693 - 1694 - 1695 - 1696 - 1697 - 1698 - 1699    |
| Décennies de la littérature : 1660 - 1670 - 1680 - 1690 - 1700 - 1710 - 1720 |

Cet article présente les faits marquants de l'année 1696 en littérature.

## Événements
- Le poète italien Vincenzo da Filicaia devient gouverneur de la ville de Volterra[1].
- Jean Racine commence un Abrégé de l'Histoire de Port-Royal, publié de 1742 à 1767[2].

## Parutions
- 8 juin : achevé d’imprimer du roman de Charlotte-Rose de Caumont  La Force, Histoire de Marguerite de Valois : reine de Navarre, sœur de François Ier, Paris, Simon Benard, 1696 (présentation en ligne).
- 27 septembre : achevé d’imprimer des Mémoires : de messire Roger de Rabutin comte de Bussy, vol. 1, Paris, Jean Anisson, 1696 (présentation en ligne) (en deux volumes).
- 24 octobre : achevé d’imprimer de l'ouvrage de Pierre Bayle, Dictionnaire historique et critique, vol. 1, Rotterdam, Reinier Leers, 1697 (présentation en ligne), en deux volumes, publié sous la date de 1697[3].

- Nicolás Antonio, Bibliotheca hispana vetus, vol. 1, Rome, ex Typographia Antonii de Rubeis, 1696 (présentation en ligne), en deux volumes, publication posthume par le cardinal José Sáenz de Aguirre à Rome.

- Nouvelle édition de l’ouvrage de Nicolas Malebranche, Entretiens sur la métaphysique et sur la religion, vol. 1, Paris, Louis Roulland, 1696 (présentation en ligne), augmentée des Entretiens sur la mort composés au sortir d'une grave maladie.

- Jean de La Bruyère, Les Caractères de Théophraste traduits du grec : avec les Caractères ou les Mœurs de ce Siècle, Paris, Estienne Michallet, 1696 (présentation en ligne), neuvième édition revue et augmentée de nouveaux portraits.

- La Sainte Bible contenant l’Ancien et le Nouveau Testament, traduite en français, sur la Vulgate, par Louis-Isaac Lemaistre de Sacy, dite Bible de Port-Royal, en 32 volumes, terminée par Pierre Thomas du Fossé[4].
- John Toland, Christianity not Mysterious, Londres, 1696 (présentation en ligne). L'ouvrage de l’Irlandais converti au protestantisme, qui attaque les fondements même du christianisme, est brûlé à Dublin de la main du bourreau le 11 septembre 1697.

## Décès
- 17 avril : Madame de Sévigné, femme de lettres française (° 5 février 1626).
- 11 mai : Jean de La Bruyère, écrivain moraliste français (° 16 août 1645).